# San Miguel, Tonatico
San Miguel är en ort i Mexiko.   Den ligger i kommunen Tonatico och delstaten Mexiko, i den sydöstra delen av landet, 90 km sydväst om huvudstaden Mexico City. San Miguel ligger 1 620 meter över havet och antalet invånare är 254.
Terrängen runt San Miguel är kuperad. Runt San Miguel är det ganska tätbefolkat, med 139 invånare per kvadratkilometer. Närmaste större samhälle är San Gaspar Tonatico, 1,8 km norr om San Miguel. I omgivningarna runt San Miguel växer huvudsakligen savannskog.